# 1535 no Brasil
Esta é uma cronologia dos acontecimentos do ano de 1535 no Brasil.

## Eventos
- 9 de março: 
  - Duarte da Costa chega ao Brasil.
  - Fundação de Igarassu, na Capitania de Pernambuco, por Duarte Coelho.
- 12 de março: Olinda, na Capitania de Pernambuco é fundada por Duarte Coelho.
- 23 de maio: 
  - Portugueses liderados por Vasco Fernandes Coutinho aportam na capitania do Espírito Santo.[1]
  - Fundação de Vila Velha, na Capitania do Espírito Santo, por Vasco Fernandes Coutinho.